# جونكإ ساتو
جونكإ ساتو (باليابانية: 佐藤 遵樹) (مواليد 12 يوليو 1994)، هو لاعب كرة قدم كان يلعب كلاعب وسط.

## وصلات خارجية
- جونكإ ساتو على موقع رابطة كرة القدم اليابانية للمحترفين (اليابانية)
- جونكإ ساتو على موقع قاعدة بيانات كرة القدم.إي يو (الإنجليزية)
- جونكإ ساتو على موقع Soccerway.com (الإنجليزية)